# Jablanica (miasto Novi Pazar)
Jablanica (cyr. Јабланица) – wieś w Serbii, w okręgu raskim, w mieście Novi Pazar. W 2011 roku liczyła 17 mieszkańców.